# Halictus subauratoides
Halictus subauratoides är en biart som beskrevs av Blüthgen 1926. Halictus subauratoides ingår i släktet bandbin, och familjen vägbin. Inga underarter finns listade i Catalogue of Life.